# Burmannia latialata
Burmannia latialata là một loài thực vật có hoa trong họ Burmanniaceae. Loài này được Pobég. mô tả khoa học đầu tiên năm 1906.